# Maciej Kwiecień
Maciej Kwiecień (ur. 30 stycznia 1972 w Gdańsku) – polski duchowny rzymskokatolicki, doktor nauk teologii, kanonik honorowy Kapituły Archikatedralnej Gdańskiej, prorektor ds. nauki w Gdańskim Seminarium Duchownym w latach 2010–2014, notariusz Kurii Metropolitalnej w Gdańsku Oliwie w latach 2014–2016, redaktor naczelny gdańskiego oddziału sieci „Radia Plus” od 2016, proboszcz parafii Najświętszej Maryi Panny Wniebowziętej – Gwiazda Morza w Sopocie od 2024.

## Życiorys
Ukończył filologię polską na Uniwersytecie Gdańskim (1995) i Gdańskie Seminarium Duchowne (2002). Od 2003 diecezjalny duszpasterz bibliotekarzy archidiecezji gdańskiej. Od 2010 do 2014 Prorektor ds Nauki w Gdańskim Seminarium Duchownym. W latach 2014–2016 Notariusz Kurii Metropolitalnej Gdańskiej. Od 2011 wykładowca Gdańskiego Seminarium Duchownego, od 2009 kanonik honorowy Kapituły Archikatedralnej Gdańskiej. Pracę doktorską z zakresu teologii dogmatycznej obronił na Uniwersytecie Kardynała Stefana Wyszyńskiego w Warszawie (2010). 
Od 2006 sekretarz redakcji czasopisma "Studia Gdańskie". Od 2009 członek Rady Instytutu Stałej Formacji Kapłańskiej Archidiecezji Gdańskiej. Z dniem 29 marca 2016 objął stanowisko szefa Radia Plus w Gdańsku.
Od 1 lutego 2024 roku jest proboszczem parafii NMP Wniebowziętej - Gwiazda Morza w Sopocie.